# Municipio de Hayes (condado de Kearney)
El municipio de Hayes (en inglés: Hayes Township) es un municipio ubicado en el condado de Kearney en el estado estadounidense de Nebraska. En el año 2010 tenía una población de 1481 habitantes y una densidad poblacional de 15,84 personas por km².

## Geografía
El municipio de Hayes se encuentra ubicado en las coordenadas 40°28′52″N 99°0′32″O / 40.48111, -99.00889. Según la Oficina del Censo de los Estados Unidos, el municipio tiene una superficie total de 93.51 km², de la cual 93,51 km² corresponden a tierra firme y (0 %) 0 km² es agua.

## Demografía
Según el censo de 2010, había 1481 personas residiendo en el municipio de Hayes. La densidad de población era de 15,84 hab./km². De los 1481 habitantes, el municipio de Hayes estaba compuesto por el 97,91 % blancos, el 0,2 % eran afroamericanos, el 0,14 % eran asiáticos, el 0,74 % eran de otras razas y el 1,01 % eran de una mezcla de razas. Del total de la población el 4,05 % eran hispanos o latinos de cualquier raza.